# Reprezentacja Korei Południowej w hokeju na trawie kobiet
Reprezentacja Korei Południowej w hokeju na trawie kobiet jest jednym z silniejszych zespołów na świecie. Dwukrotnie zdobyła srebrny medal Igrzysk Olimpijskich oraz jeden raz brązowy medal Mistrza świata. Zdobyła także pięć złotych medali Igrzysk Azjatyckich (1986, 1990, 1994, 1998, 2014). 
Reprezentacja Korei wielokrotnie startowała w zawodach Champions Trophy wygrywając w 1989 roku.

## Osiągnięcia

### Igrzyska olimpijskie
- nie wystąpiła - 1980
- nie wystąpiła - 1984
- 2. miejsce - 1988
- 4. miejsce - 1992
- 2. miejsce - 1996
- 9. miejsce - 2000
- 7. miejsce - 2004
- 9. miejsce - 2008
- 8. miejsce - 2012
- 11. miejsce - 2016
- nie wystąpiła - 2020
- nie wystąpiła - 2024

### Mistrzostwa świata
- nie wystąpiła - 1974
- nie wystąpiła - 1976
- nie wystąpiła - 1978
- nie wystąpiła - 1981
- nie wystąpiła - 1983
- nie wystąpiła - 1986
- 3. miejsce - 1990
- 5. miejsce - 1994
- 5. miejsce - 1998
- 6. miejsce - 2002
- 9. miejsce - 2006
- 6. miejsce - 2010
- 7. miejsce - 2014
- 12. miejsce - 2018
- 13. miejsce - 2022